# بالم بيلوت

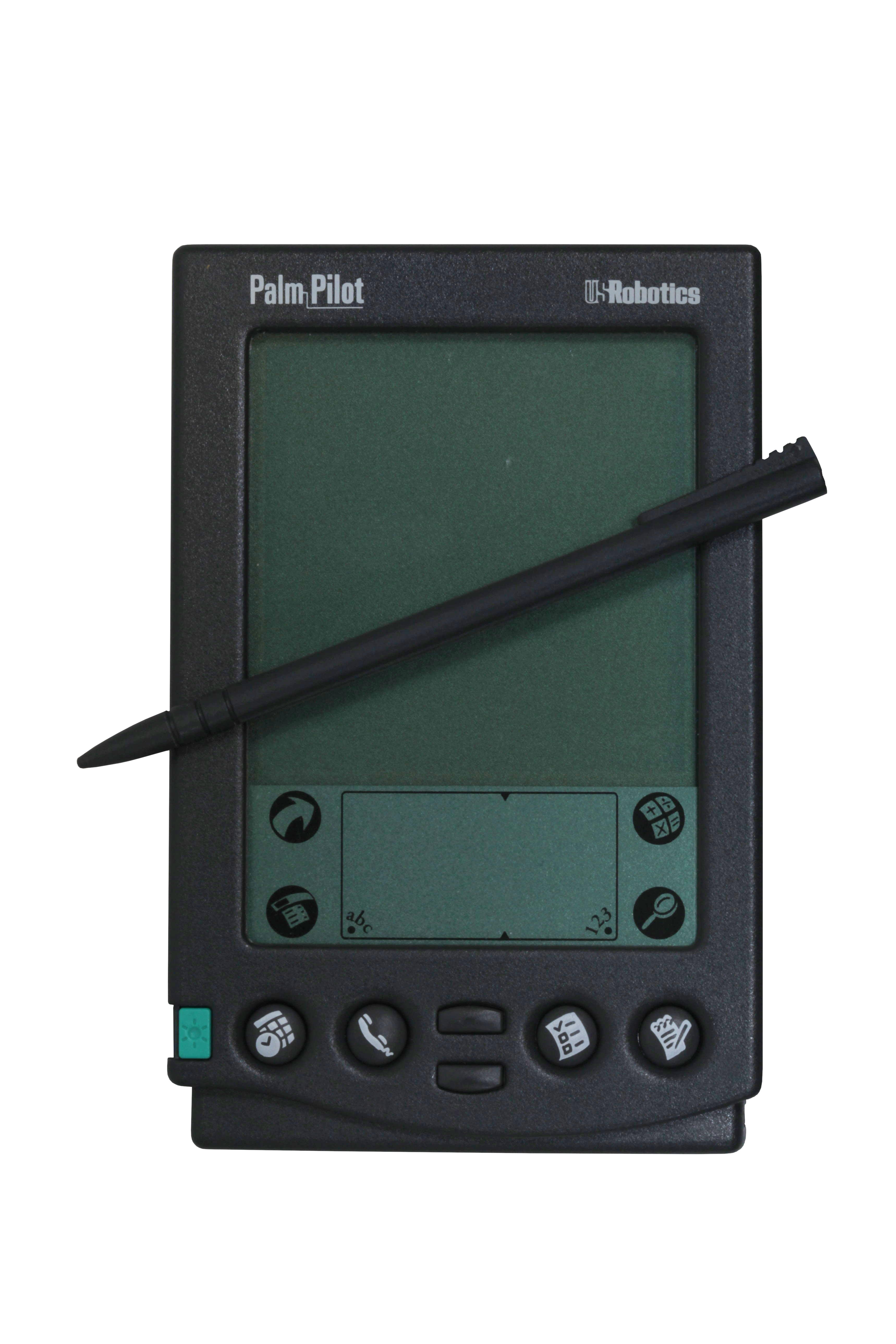
جهاز بالم بيلوت

بالم بيلوت (بالإنجليزية:PalmPilot)، هي ثاني إصدارات بالم للحاسوب المصغر، حيث تم إنتاجها من قبل شركتي بالم الأمريكية بالتعاون مع شركة يو إس روبوتز، صدرت الجهاز في الأسواق بتاريخ 10 مارس 1997، حيث تم بيع 10201 وحدة في السوق، وسعرها 299 دولار أمريكي.